# 黒岩徹 (俳優)
黒岩 徹（くろいわ てつ、1961年1月25日 - ）は、日本の俳優。福岡県福岡市出身。立教大学法学部法学科卒。大学では体育会ボクシング部に所属。4年時に、奈良県王寺町において、日本ボクシング連盟が主催する第53回全日本アマチュアボクシング選手権大会にバンタム級で出場。卒業後は金融業界へ。1991年から約7年間、ロンドンと香港に駐在した。株式会社アイトゥーオフィス所属。

## 出演

### 舞台
（抜粋）
2025年  ｢アウトサイド物語｣ 大塚萬劇場
2025年  TROPP 旗揚げ公演｢AUTONOMOUS REGION ｣ 上野ストアハウス
2024年  舞台版｢武士の献立｣ 草月ホール
2024年  ｢PRINCESS KYOUGOKU ｣ 草月ホール
2024年  ｢ターミナルビル物語｣ 新宿シアターサンモール
2023年  ｢雨乞小町物語｣ 大塚萬劇場
2022年「ナイトバス物語」大塚萬劇場
2022年  ｢鴇色珊瑚物語｣  東京芸術劇場
2021年  ｢コーリング｣  浅草花劇場
2021年「わたあめ物語」大塚萬劇場
2020年「瑠璃色花火物語」大塚萬劇場
2020年「朧にかすむ月」シアターモリエール
2019年 「こえ、こえて」SYDホール
2019年 「かぐや姫物語」大塚萬劇場
2019年 「民宿チャーチの熱い夜17」ウッディシアター中目黒
2019年 「マクベス」日本橋三越劇場
2018年 「little smile ~パヤタスに振る星より~」代々木SYDホール
2018年 「カケアミ物語」大塚萬劇場
2018年 「リア王 2018」日本橋三越劇場
2018年 「星迎え物語」新宿シアターサンモール
2017年 「Little Smile ~ささやかな勇気の童話～」SYDホール
2017年 「戦国シェークスピア~BASARA~」荏原スクエア
2017年  ｢黄昏のメルヘン｣ 銀座みゆき館劇場
2017年 「リア王 2017」三越劇場
2017年 「瑠璃色花火物語」大塚萬劇場
2017年 「DONZOKO」大塚萬劇場
2016年 「桜花風流伝」池袋シアターグリーン
2016年 「ミス・デザイン」麻布区民センター
2016年 「リア王」三越劇場
2016年 「プラットフォーム物語」中野ザ・ポケット
2016年 「雪女物語」笹塚ファクトリー
2015年 「雑魚レストラン」麻布区民センター
2015年 「俺は、君のためにこそ死にに行く」靖国神社野外奉納劇
2015年 「与野太郎を探せ」彩の国さいたま芸術劇場
2015年 「雪女物語」笹塚ファクトリー
2014年 「嫁ぐ日」銀座みゆき館劇場
2014年 「路地裏物語」笹塚ファクトリー
2014年 「大奥春秋」新宿スペース107
2013年 「瞼の母」明治座
2013年 「めぐみへの誓い~奪還~」六本木俳優座劇場
2013年 「人は来たりて見よ」麻布区民センター
2012年 「ミュージカル～誠～飛び出せ新選組」紀伊国屋サザンシアター
2011年 「カンガルー」銀座みゆき館劇場
2011年 「アンチゴーヌ」銀座みゆき館劇場

### テレビ・ネットドラマ
（抜粋）
2024年 Amazon Prime ｢龍が如く｣
2014年 NHK 「花子とアン」
2014年 CX「決断までのカウントダウン」
2013年 CX「オリンピック東京招致の奇跡」
2013年 TV神奈川「水上治の健康増進バイブル」
2013年 NTV「トリックハンター」
2013年 TX「世界遺産 三大迷宮ミステリー」
2013年 CX「奇跡体験！アンビリバボー」
2012年 CX「リーガルハイ」
2012年 CX「奇跡体験！アンビリバボー」

### 映画
（抜粋）
2025年 レンタル家族
2024年 老ナルキソス
2014年 産声
2014年 よこ紙やぶり
2014年  風待ちの島
2013年  MARCHING-明日へ-
2012年  とびだせ新選組！
2012年  歌舞伎町ハイスクール
2012年 喫茶店
2012年 オンステージ

### CM
（抜粋）
2023年  サントリーウェルネス  
2023年  ｢短編ドラマ 『僕らがバイクに乗る理由』【SHOEI公式】｣  
2022年  ｢損保ジャパン  ほっとけないよ！ホッ系女子『ごあいさつ』篇」  
2022年 INTLOOP  ｢DXでお悩みならINTLOOP｣  
2022年 三菱UFJ銀行 Bank Pay「店舗さま向けメリット篇」  
2021年「Netflix」  
2021年「コニカミノルタマーケティングサービス　Magonote 『マーケティングで困ったら」篇・「ある企業の話』篇」  
2021年「アサヒグループ食品　ディアナチュラゴールド『大将が教える成分/食の専門家』篇」  
2020年「マクドナルド　チキンタツタ「ふたつのタツタ」篇、「ひとくちタツタ」篇」  
2017年「ロッテ乳酸菌ショコラ」  
2015年「JAバンク」  
2014年「HOYA」  
2013年「野村不動産」  
2013年「ヤマハ大人の音楽教室」  
2012年「AGF ブレンディ・スティック」  
2012年「ミズノウォーキングシューズ」  